# Tros del Pastamoreno
El Tros del Pastamoreno és un camp de conreu del terme municipal de Castell de Mur, dins de l'antic terme de Guàrdia de Tremp, al Pallars Jussà, en territori del poble de Cellers.
Està situat al nord del poble de Cellers, a l'esquerra del barranc de la Gessera i bastant a prop i a la dreta de la Noguera Pallaresa. Queda a ponent del Camí de la Via, de les vies del ferrocarril de la línia Lleida - la Pobla de Segur i de la carretera C-13. És al sud-est de les Vielles, sl nord-est dels Canalets i al nord dels Esquadros de Grabiel. Creua aquest tros el Camí de Cellers.